# Відображення російсько-української війни в культурі

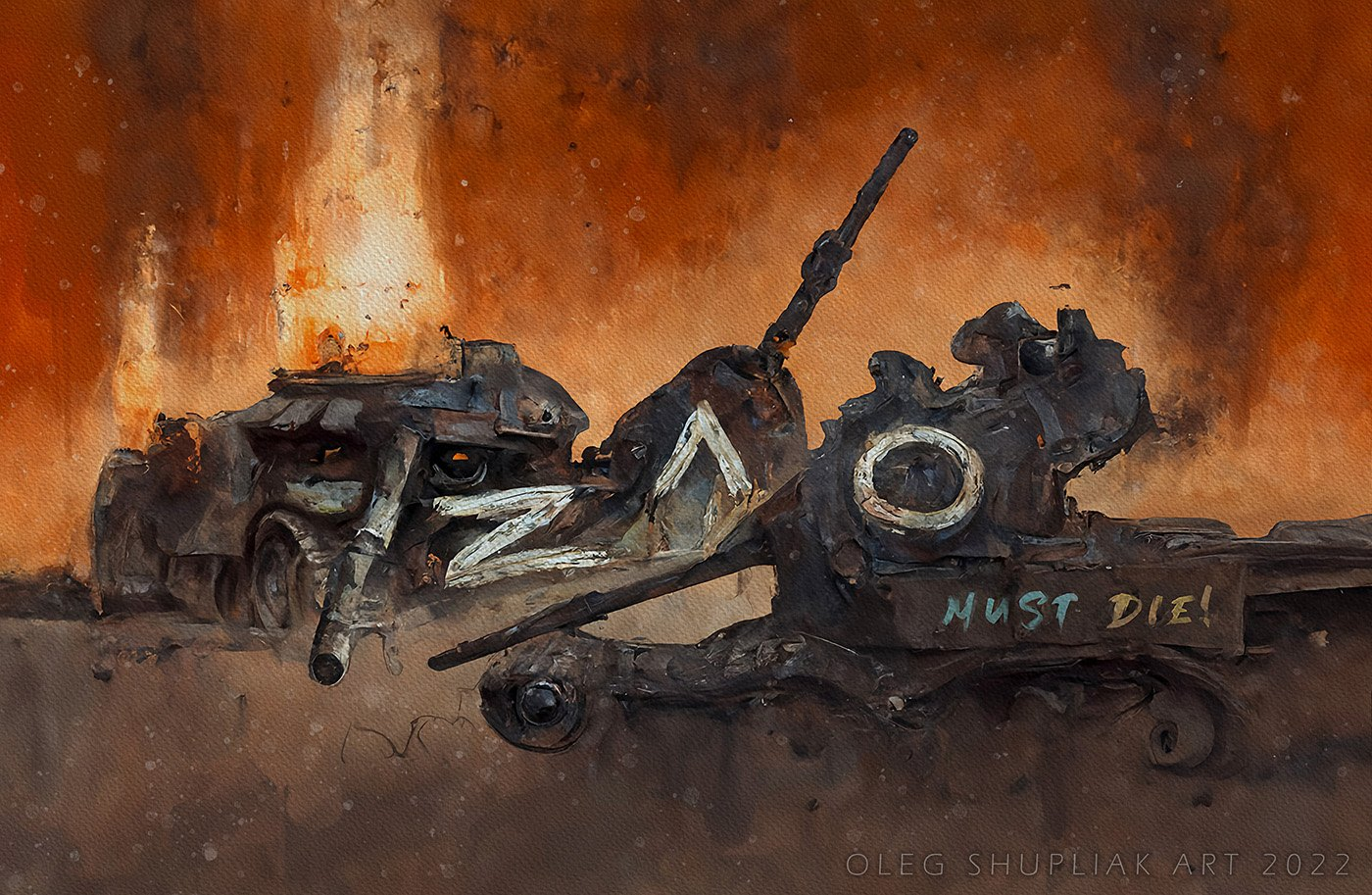
Картина Олега Шупляка «Зло має бути знищене»

Російсько-українська війна в культурі — реакція мистецького середовища на російсько-українську війну, що триває з 2014 року.

## Музика

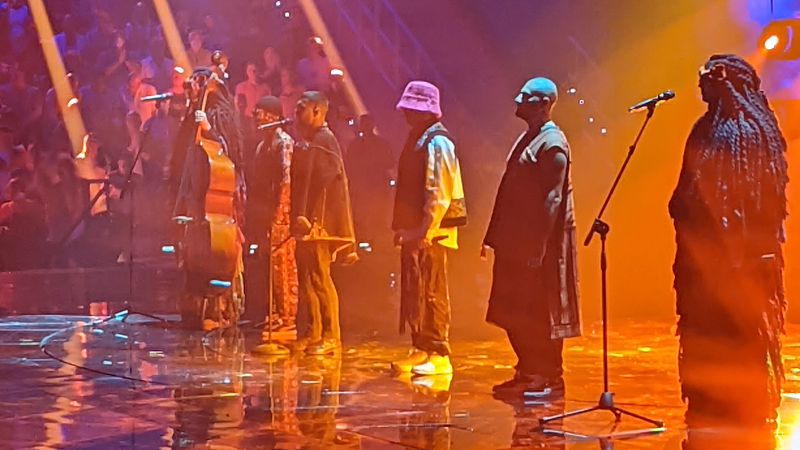
Kalush Orchestra на Пісенному конкурсі Євробачення 2022

У музичному плані події конфлікту з 2014 року (окрім військово-оркестрової служби, традиційних народних ансамблів та різноманітних авторських пісень) зображались у різних напрямках, як-то:
- народних пісень «Ujoben Sie bitte», «Поховали москаля край дороги», «Я сегодня в поле чистом застрелил сепаратиста» тощо;
- тематична творчість конкретних виконавців — Вадима Дубовського, Ореста Лютого, Бориса Севастьянова та інших;
- окремі проєкти: цикл «Музика воїнів»[1][2][3] Олександра Ткачука.
- рок та поп-співаків: ТАРТАК — «Висота / Ніхто, крім нас»[4], «Мене вже немає»; Гайдамаки — «Аркана!» (Пісня про сепаратиста)[5]; Світлана Тарабарова — «Повертайся живим»,[6] «Хочу жити без війни»[7]; ТЕЛЬНЮК: Сестри та Kozak System — «Повертайся живим»[8]; Океан Ельзи — «Мить», «Не твоя війна»; Антитіла — «У книжках»; ТіК — «Запах Війни»; Арсен Мірзоян — «Край Землі»; Бумбокс — «Злива»; Марія Яремчук — «В чистім полі»; Край — «Героям слава»[9]; Лінія Маннергейма — «Де твоя Лінія?»[10].
- концептуальної творчості насамперед для конкретних формувань що діяли у зоні конфлікту: «Сталевий промінь волі. Добровольці» (Збірка) гурту «Сокира Перуна», Burshtyn — «Прах Відчайдухів», «Evil Barber» — «Марш карателів» тощо.

Наприкінці 2015-го АПУ, опісля форуму колишніх «афганців» та частково «айдарівців», затвердила пісню «Браття українці» гурту Шабля як офіційний Гімн АТО.
Після широкого російського вторгнення з'явилися низка «народних» пісень і пісень авторського виконання. З-поміж них хітом стала «Байрактар». Пісню «Василина» переробила на «Джавеліне» студія «Мамахохотала». Христина Соловій переспівала італійську «пісню партизанів» — «Bella Ciao» як «Українська лють». Соліст гурту «Karta Svitu» Іван Марунич у перші дні повномасштабного російського вторгнення написав пісню «Крила» про неймовірну здатність українців гуртуватись і давати відсіч ворогові. Гурт «Пирятин» присвятив темі війни пісню «І москаля нема, немає москаля» (в оригіналі «Арта» 2018 року). Сергій Бабкін переспівав «Я — солдат» і присвятив її нападу Росії на Україну. Пісня «У мене немає дому» гурту «Один в каное» стала гімном українських біженців.
Особливої популярності набув трек «Доброго вечора, ми з України» від PROBASS ∆ HARDI, реліз якого відбувся ще у жовтні 2021 року, назва якого стала популярним неофіційним військовим привітанням в Україні під час війни. Нею розпочинає свої відеозвернення голова Миколаївської обласної державної адміністрації Віталій Кім, а також Збройні сили України, міністр оборони Резніков, журналісти. Зі слів виконавців треку, він лунає у багатьох бомбосховищах України та підіймає дух українців. Трек вийшов на 8 місце в українському чарті Apple Music у березні 2022 року.
Окрім того, за час війни пісня «Стефанія», яку український фольк-реп-гурт Kalush Orchestra записав для виступу на Пісенному конкурсі Євробачення 2022, стала певним символом боротьби за свободу, адже користувачі соціальних мереж підкладали цю пісню на фон відеороликів, присвячених героїчній боротьбі України проти Росії. За словами соліста гурту Олега Псюка, «Стефанія» стала піснею-подякою не лише для його матері, якій він її і присвятив, а для всіх мам, які переживають за своїх дітей та оберігають їх від лиха війни. Гурт став переможцем Євробачення, набравши у підсумку 631 бал. Результат голосування телеглядачів за українську пісню — 439 балів — є рекордним в історії конкурсу.
Гурт Pink Floyd опублікував 8 квітня 2022 року композицію «Hey, Hey, Rise Up!» на підтримку України в російсько-українській війні, де було використано вокал Андрія Хливнюка з першим куплетом пісні «Ой у лузі червона калина». Назва композиції «Hey, Hey, Rise Up!» взята з передостаннього рядка пісні: «Гей, гей, підіймемо!». А 22 квітня культовий гурт Океан Ельзи оприлюднив пісню «Місто Марії», яку присвятив захисникам Маріуполя.

## Театр
- У Києві було поставлено виставу за п'єсою «Котел» Марії Старожицької (режисер Євген Степаненко)[26].
- У Львові у драматичному театрі імені Марії Заньковецької проходила вистава «Безодня» Орест Огородник[27].
- У Запоріжжі Новий театр поставив виставу-кіно (саунд-вижн-драму) «Місто Z: Хранителі» за однойменною п'єсою Владислава Лебедєва (містична історія про молодого хлопця — воїна АТО).
- У грудні 2014 р. львівський балет «Життя» (керівник — заслужена артистка України Ірина Мазур) разом із акторами театрів міста презентував мюзикл для дітей «Незвані гості у Країні Світла», що відсилає до теми агресії РФ проти України та особи російського президента. Головним персонажем постановки є злий павук Павутін, який разом зі своїми сестрами — Брехнею, Жадібністю та Заздрістю — намагається загарбати Країну Світла. Йому на заваді стають персонажі відомих казок (Котигорошко, Кіт у Чоботях, Червона Шапочка, Мальвіна і навіть Баба Яга), які об'єднують зусилля і за допомогою глядачів перемагають ворога. Наприкінці вистави страшний Павутін перетворюється на маленького беззахисного павучка[28][29][30]. До Нового 2016 року творчий колектив підготував сиквел музичної казки — «Незвані гості-2»[31].
- Від кінця 2015 року працює театральний проєкт «Театр переселенця», в якому переміщені особи розказують свої реальні історії життя на театральній сцені[32]. Засновниками стали Георг Жено, Олексій Карачинський, Наталя Ворожбит та Максим Курочкін.

### Літературні конкурси

#### Реальні історії війни
З початком повномасштабного вторгнення росії ми стали одночасно учасниками і свідками безлічі разючих подій - історій війни.
| назва                                          | автор/упорядник | мова                   | жанр                                                 | рік видання | місто  | видавництво                              | ISBN                   | короткий опис/анотація видавництва |
| ---------------------------------------------- | --------------- | ---------------------- | ---------------------------------------------------- | ----------- | ------ | ---------------------------------------- | ---------------------- | --- |
| Моя історія війни                              | Сергій Сологуб  | українська             | проза                                                | 2023        | Київ   | Mission Eurasia                          | ISBN 978-617-7374-62-5 | Пастор церкви ІБЦ та письменник, Сергій Сологуб, разом з однодумцями, запровадив конкурс, що одержав назву «Моя історія війни». Результати цієї ініціативи перевершили всі очікування ми отримали неймовірно особисті, чесні та зворушливі історії. Команда журі відібрала найкращі роботи. Саме їх ми пропонуємо вашій увазі у цій збірці. |
| Російсько-українська війна. Повернення історії | Сергій Плохій   | українська, англійська | Науково-популярна література, історична публіцистика | 2023        | Харків | Книжковий клуб "Клуб Сімейного Дозвілля" | ISBN 978-617-15-0274-1 | Книга відомого історика Сергія Плохія, яка аналізує передумови, перебіг і наслідки повномасштабного вторгнення Росії в Україну. Автор досліджує, як історичні процеси – від розпаду СРСР до анексії Криму та війни на Донбасі – сприяли виникненню сучасного конфлікту. Він пояснює, чому війна стала можливою, як українці чинять опір та які геополітичні зміни спричиняє ця боротьба. Книга поєднує історичний аналіз, публіцистику та геополітику, показуючи війну в ширшому світовому контексті. Це важливе дослідження, яке допомагає зрозуміти не лише події сьогодення, а й майбутнє України та Європи. |

### Мемуари
| назва                                                                | автор/упорядник                               | мова                  | жанр                                | рік видання | місто    | видавництво        | ISBN                   | короткий опис/анотація видавництва |
| -------------------------------------------------------------------- | --------------------------------------------- | --------------------- | ----------------------------------- | ----------- | -------- | ------------------ | ---------------------- | --- |
| Іловайськ                                                            | Євген Положій                                 | українська            | проза                               | 2015        | Харків   | Фоліо              | ISBN 978-966-03-7358-7 | «Текст побудовано на реальних подіях — свої історії авторові розповіли близько 100 очевидців жахливих подій — бійці добровольчих батальйонів „Донбас“, „Дніпро-1“, „Херсон“, „Миротворець“, 39-го („Дніпро-2“), 40-го („Кривбас“), 42-го батальйонів територіальної оборони, солдати та офіцери 17-ї танкової бригади, 51-ї, 92-ї, 93-ї бригад ЗСУ, прикордонники Сумського пересувного загону» |
| Усна історія російсько-української війни (2014—2015 роки). Випуск 1. | Владислав Мороко (ред.)                       | українська, російська | проза                               | 2015        | Київ     | К.І.С.             | ISBN 978-617-684-120-3 | Інтерв'ю істориків ЗНУ з бійцями 79-ї та 55-ї бригад ЗСУ, нацгвадійцями, представниками ДСНС та волонтерами |
| Усна історія російсько-української війни (2014—2016 роки). Випуск 2. | Генадій Васильчук та Владислав Мороко (ред.)  | українська, російська | проза                               | 2016        | Київ     | К.І.С.             | ISBN 978-617-684-151-7 | У збірнику наведено результати опитувань учасників війни на Сході України 2014—2016 рр. дослідниками історичного факультету Запорізького національного університету. До другого випуску серії увійшли спогади бійців 55-ї окремої бригади Збройних сил України — найбільшого з'єднання, що базується у місті Запоріжжя. Розкривається специфіка участі у війні артилерійських підрозділів. Інтерв'ю доповнені фотографіями із зони бойових дій. |
| Усна історія російсько-української війни (2014—2016 роки). Випуск 3. | Володимир Мільчев та Владислав Мороко (ред.)  | українська, російська | проза                               | 2017        | Київ     |                    | ISBN 978-617-684-151-7 | Збірник містить інтерв'ю очевидців сучасної російсько-української війни, записані дослідниками історичною факультету Запорізького національного університету. Наведено спогади військовослужбовців Збройних сил України, Національної гвардії Державної служби з надзвичайних ситуацій, волонтерів, переселенців. Висвітлюється особистий досвід опитаних протягом 2014—2016 років. Інтерв'ю доповнені фотографіями із зони бойових дій. |
| Военный дневник (2014—2015)                                          | Олександр Мамалуй                             | російська             | проза                               | 2016        | Харків   | Фоліо              |                        | |
| 370 днів у камуфляжі. Записки артилериста                            | Петро Солтис                                  | українська            | мемуари, публіцистика               | 2016        | Острог   | Острозька академія | ISBN 978-617-7328-29-1 | Історія доформування та участі у бойових діях (2014—2015) 44-ї ОАБр. |
| Служба спеціального призначення                                      | Віктор Жигунов, Микола Вишневецький (упоряд.) |                       |                                     | 2015        | Чернівці |                    |                        | книга про будні в АТО від Державної спеціальної служби транспорту. |
| Как я стал бандеровцем. Тень платана                                 | Андрій Красильников                           | російська             | проза                               | 2016        | Одеса    | Стеллар            |                        | Книга добровольца батальона «Айдар» |
| Життя P.S.                                                           | Валерія Бурлакова                             | українська            | проза                               | 2016        | Київ     | Темпора            |                        | військовий щоденник санінструктора 2-го взводу 1-ї роти 1-го батальйону 93-ї ОМБр |
| Азовские воспоминания                                                | Позивний «Крим»                               | російська             | проза                               | 2016        | Мена     | Орієнтир           |                        | |
| Азовські спогади                                                     | Позивний «Воланд»                             | українська/російська  | проза                               | 2016        | Мена     | Орієнтир           |                        | «Історія активіста націоналістичного руху, який пройшов шлях від вуличних протистоянь до воєнних операцій на східних Українських фронтах.» |
| Точка нуль                                                           | Артем Чех                                     | українська            | збірка есеїв, документальна проза   | 2017        | Харків   | Віват              | ISBN 9786176909385     | У психології є поняття «точка нуль». Це той стан обнуління, під час якого людина звільняється від усіх думок, бажань, почуттів; нема ніякого вчора, нема ніякого завтра, є лише тут-і-тепер, є лише «я» в ньому. На «нулі», тобто передовій, де Артем Чех пробув десять місяців у лавах ЗСУ в 2015—2016 роках, здебільшого й написана ця збірка есеїв чи то радше щоденникових заміток на манжетах військової форми. |
| Савур-Могила. Військові щоденники                                    | Максим Музика, Андрій Пальваль, Петро Потєхін | українська            | мемуари, військові щоденники        | 2017        | Харків   | Фоліо              | ISBN 978-966-03-7972-5 | Савур-Могила... незвичайне місце. А ця книга не стільки про місця, скільки про людей і серпневі події 2014 року. Як промінь ліхтарика, кинутий у темряву, авторська свідомість вихопила обличчя, дії та враження. І, пропустивши крізь призму власного досвіду і світогляду, перетворила на текст. Багато суб'єктивного, мало пафосу, напевно, є неточності, пов'язані з особистим сприйняттям подій і властивостями пам'яті. Але це спроба передати все саме так, як запам'яталося. Спершу автори писали тексти для себе, щоб зрозуміти, щоб не забути, щоб перетравити отриманий досвід. Бо існують речі, які не можна довго тримати в собі. Спека, втома, обличчя побратимів. Розуміння того, що завтра може не настати. Пил і піт. Це і є війна. Вона завжди поруч. |
| Дівчата зрізають коси. Книга спогадів                                | Євгенія Подобна                               | українська            | проза                               | 2018        | Київ     | Люта справа        | ISBN 978-617-7420-39-1 | Книга містить спогади 25 жінок-військових, що брали участь в АТО у складі Збройних сил України та добровольчих підрозділів у 2014—2018 рр. як стрілки, кулеметниці, медики, мінометниці, снайперки тощо. Це розповіді про бойові операції різних років на Луганщині та Донеччині, про звільнення українських міст та сіл від окупантів, спогади про побратимів, місцевих мешканців, воєнний побут, а також роздуми про становище жінки в українському війську в різні періоди війни. Розповіді доповнені фотографіями із зони бойових дій. Для всіх, хто цікавиться історією російсько-української війни на Донбасі. |
| Грязь [*khaki]                                                       | Сергей Сергеевич (Saigon)                     | російська             | збірник автобіографічних оповідань  | 2018        |          | Білка              |                        | Книга Сергія Сергійовича (псевдонім і позивний Сайгон) — Багнюка [*khaki], — це збірник унікальних військових оповідань, написаних автором, який пройшов АТО і як він сам каже «місив багнюку на Донбасі». Це саме та книга, яка нікого не залишить байдужим. Тут і гумор, і смуток, і просто правда того життя в АТО, про яку ми, мирні жителі, нічого не знаємо. Всі розповіді написані автором на смартфоні під час служби в АТО. |
| Щоденник нелегального солдата                                        | Олена Білозерська                             | українська, російська | мемуари, публіцистика, журналістика | 2019        |          | ПП «Ітек Сервіс»   |                        | Книга про мої 2014—2017 роки на фронті, коли я була снайпером у складі ДУК «Правий сектор» та Української Добровольчої Армії. Книга абсолютно документальна, у ній тільки справжні імена, справжні діалоги і опис тільки справжніх подій. Подій унікальних, якщо подумати — бо колективний герой цієї книги — «група Вольфа», добровольчий підрозділ, який, як і решта неоформлених добровольців, три з половиною роки воював без стабільних зарплат, без жодних пільг, статусів і гарантій. Ми — обличчя свого часу, одне з ненайгірших облич. |
| Спокійної ночі)                                                      | Максим Петренко                               | українська            | мемуари, воєнна проза               | 2019        | Харків   | Діса плюс          |                        | Роман-щоденник добровольця 2014 року. Сюжет охоплює проміжок від 20 лютого по 24 липня 2014 року. Закінчення Майдану. Формування другого добровольчого батальйону НГУ. Бойові дії під Слов'янськом. Повернення на ротацію. Це все тут є. Але у фокусі дещо інше. Вибір. Що може зробити людина коли її світ руйнується на очах? Спілкування. Важливе, як кисень, в сучасному світі. Саме переписка дала можливість відновити цю історію в деталях. Колишнє життя. Від нього важко відірватися, а чи можливо до нього повернутися? Суспільство. Як воно реагує на бійця? Бойовий стрес. Не дає спати і повертає відчуття бойових умов навіть на мирній території. |
| Точка неповернення                                                   | Дмитро Вербич                                 | українська            | публістика                          | 2020        | Київ     | Наш Формат         | ISBN 978-617-7863-09-9 | Ця історія про сучасних українських лицарів з різним способом життя: вегетаріанця, який торгував соляркою в Нігерії, тренера з фрі-файту, мандрівника й багатьох інших. Проте в одну мить для них настала точка неповернення, після якої життя вже не може бути таким, як до того. Почалася війна. У цій книжці боєць добровольчого батальйону Дмитро Вербич розповідає про активну фазу бойових дій 2014—2015 років, коли вся країна, затамувавши подих, чекала звісток зі сходу України. Він відверто розказує про багатоликість ворогів на фронті: сепаратисти, російські спецназівці, холод, голод і бруд. Про те, як перші добровольці їхали на фронт часом лише з ножами. Про те, як приймати рішення, від яких залежить не лише твоє життя.                      |

### Художня література, публіцистика

#### Прогнози війни
Декілька текстів написаних перед військовими діями в Україні фактично їх передбачали, хоча датування й перебіг різнилися. Окупація Криму описана в романах Василя Аксьонова «Острів Крим» (1979), Ольги Чигиринської «Ваше Благороддя» (1999), Тома Кленсі «Право остаточного рішення» (Command Authority) (2013). В романі Олега Шинкаренка «Кагарлик» (2014, написаний 2013 р.) також був передбачений Євромайдан і подальші військові події. Дії роману Девіда Безмозгіса «Зрадники» (The Betrayers) відбуваються в Криму безпосередньо перед російською агресією.
| Назва                                                                      | Автор/упорядник   | Мова      | Жанр  | Рік видання | Місто  | Видавництво | ISBN              | Короткий опис/анотація видавництва |
| -------------------------------------------------------------------------- | ----------------- | --------- | ----- | ----------- | ------ | ----------- | ----------------- | --- |
| Война 2010. Украинский фронт Украинский фронт. Красные звёзды над Майданом | Федір Березін     | російська | проза | 2009        | Москва | Эксмо       | 978-5-699-31716-5 | Книга описує гіпотетичну на той час війну Росії проти України з проросійської позиції. В романі йдеться про «тиху окупацію» України НАТО та намагання Росії «врятувати» Україну. |
| Поле боя — Украина. Сломанный трезубец                                     | Георгій Савицький | російська | проза | 2009        | Москва | Эксмо       | 978-5-699-33396-7 | Проросійський роман описує переворот 2010 року, здійснений «помаранчевими нацистами», які починають в Україні громадянську війну, чим користується НАТО для окупації України, а росіяни беруться її «звільнити». |
| Эпоха мёртворожденных                                                      | Гліб Бобров       | російська | проза | 2008        | Москва | Эксмо       | 978-5-699-28642-3 | Луганський публіцист Гліб Бобров (майбутній пропагандист «ЛНР» та голова її «спілки письменників») у 2008 р. випустив роман, присвячений гіпотетичній міжусобній війні в Україні, яка включає в себе власне військовий конфлікт та інформаційно-психологічне протистояння. Цей проросійський роман розповідає про Україну, проділену надвоє між «помаранчевими», яких підтримує НАТО, та Новоросією, що веде проти них партизанську війну. |

#### Про реальну війну
У багатьох країнах війна викликала значний інтерес до висвітлення війни в сучасній українській літературі. В перші роки повномасштабної агресії численними мовами вийшли антології українських художніх творів про війну.
| Рік видання | Назва | Автор/упорядник | Мова                            | Жанр                        | Місто            | Видавництво                            | ISBN                                  | Короткий опис/анотація видавництва |
| ----------- | --- | --- | ------------------------------- | --------------------------- | ---------------- | -------------------------------------- | ------------------------------------- | --- |
| 2017        | 14 друзей хунты | Віктор Трегубов, Борис Гуменюк, Максим Музика, Оксана Чорна, Сергій Сергійович, Юрій Руденко, Дмитро Якорнов, Мартін Брест, Серж Марко, Ярослав Матюшин, Олена Суетова, Павло Белянський, Андрій Альохін, Олена Степова | українська, російська           | проза                       | Київ             | ДІПА                                   | ISBN 978-966-97622-3-8                | Збірник оповідань 14 авторів: воїнів, волонтерів, блогерів |
| 2017        | На східному фронті є зміни | Ганна Ручай | українська, російська           | проза                       | Біла Церква      | Час Змін Інформ                        | ISBN 978-966-97493-8-3                | Художній роман на основі реальних подій, написаний фронтовим волонтером, мамою бійця та відомою письменницею, лауреатом «Коронації слова». Книга висувалася на Шевченківську премію Білоцерківським міськрайонним об'єднанням ВУТ «Просвіта». |
| 2015        | Літо-АТО | Олаф Клеменсен | українська                      | проза                       | Київ             | Люта справа                            | ISBN 978-966-97508-2-2                | |
| 2014        | Мандрівка, или Путешествие фейсбучного червя по Украине                                                                                  | Вікторія Івлєва | російська                       | публіцистика, фотоальбом    | Київ             | Дух і літера                           | ISBN 978-966-378-378-9                | Автор розмірковує про розбрат і порозуміння, наводить думки дітей та дорослих зі Східної, Центральної та Західної України, висловлені на самому початку війни, навесні 2014 р. |
| 2015        | Коли брати стають ворогами | Ніна Фіалко | українська                      | проза                       | Тернопіль        | Навчальна книга — Богдан               | ISBN 978-966-10-4211-6                | |
| 2015        | Невидима павутина | Богдан Кушнір | українська                      | проза                       | Київ             | Ярославів Вал                          | ISBN 9786176050292                    | |
|             | | |                                 |                             |                  |                                        |                                       | |
| 2018        | Карателі | Влад Якушев | українська                      | проза                       | Київ             | ДІПА                                   | ISBN 9786177606092                    | |
| 2019        | Збірка «Триста поезій», вірш «І жах, і кров, і смерть, і відчай...»                                                                      | Ліна Костенко | українська                      | поезія                      | Київ             | А-ба-ба-га-ла-ма-га                    | ISBN 978-617-585-035-0                | Збірка «Триста поезій» була доповнена у пізніших виданнях (порівняно з першим виданням 2012 року) віршем про війну «І жах, і кров, і смерть, і відчай...» написаним у 2014 році. |
| 2015        | Башня | Константин Капошилин | російська                       | проза                       |                  |                                        |                                       | |
| 2015        | Чорне Сонце | Василь Шкляр | українська                      | проза                       | Харків           | КСД                                    | ISBN 978-966-14-9633-9                | В збірці оповідань міститься одне про полк «Азов» в Маріуполі — «Чорне сонце» |
| 2015        | Художник войны | Максим Бутченко | російська                       | проза                       | Харків           | Фоліо                                  | ISBN 978-966-03-7356-3                | Історія двох братів, що пішли різними шляхами і стали ворожими один одному, яскравий опис атмосфери безнадії депресуючого індустріального поселення. |
| 2015 2016   | Аэропорт | Сергій Лойко | російська                       | проза                       | Київ             | Брайт-Букс                             | ISBN 9789662665826 ISBN 9789662665888 | |
| 2015        | Аеропорт | Сергій Лойко | українська                      | проза                       | Київ             | Брайт-Букс                             | ISBN 978-966-2665-68-0                | Художній твір про війну, головним героєм є журналіст, що послідовно проходить Майдан, Крим, Слов'янськ та Аеропорт. |
| 2015        | 2014 | Владислав Івченко | українська                      | проза                       | Київ             | Темпора                                |                                       | |
| 2015        | УКРИ | Богдан Жолдак | українська                      | проза                       | Київ             | А-ба-ба-га-ла-ма-га                    | ISBN 978-617-585-087-9                | Збірка гумористичних оповідань на тему війни в Україні. |
| 2015        | Оголений нерв | Світлана Талан | українська                      | проза                       | Харків           | КСД                                    | ISBN 978-966-14-9095-5                | Історія про події 2014 року очима сім'ї обивателів з міста Сєвєродонецьк, коли близькі люди стають по різні боки барикад. Авторка — жителька цього міста. |
| 2016        | Повернутися дощем | Світлана Талан | українська                      | проза                       | Харків           | КСД                                    |                                       | Продовження «Оголеного нерву» |
| 2015        | Маріупольський процес | Галина Вдовиченко | українська                      | проза                       | Харків           | КСД                                    | ISBN 978-966-14-9634-6                | |
| 2015        | Волонтери: Мобілізація добра | Ірена Карпа (упор.) | українська                      | проза                       | Харків           | КСД                                    | ISBN 978-966-14-8777-1                | Твори про волонтерів відомих українських авторів: С. Жадана, І. Карпи, М. Кідрука, Г. Вдовиченко, Л. Денисенко, І. Роздобудько, І. Славинської, Г. Шиян, А. Любки, К. Бабкіної |
| 2015        | Билет в одну сторону | Олена Костіна (Елена Костина) | російська                       | проза                       | Харків           | КСД                                    | ISBN 978-966-14-9107-5                | |
| 2015        | Війна без приводу війни: Збірка поезій                                                                                                   | Надія Дичка | українська                      | поезія                      | Київ             | Смолоскип                              | ISBN 978-617-7173-16-7                | |
| 2015        | Хора | Олександр Медко | українська                      | поезія                      | Запоріжжя        | Дике поле                              | ISBN 978-966-2752-67-0                | |
| 2014        | Вірші з війни | Борис Гуменюк | українська                      | поезія                      |                  | Видавництво Сергія Пантюка             | ISBN 978-617-564-027-2                | |
| 2015        | Вірші з війни | Борис Гуменюк | українська                      | поезія                      | Київ             | Ярославів вал                          | ISBN 978-617-605-049-0                | |
| 2015        | Голос крові: Фронтова лірика | | українська                      | поезія                      | Київ             |                                        |                                       | |
|             | На варті | Анатолій Матвійчук | українська                      | поезія                      |                  |                                        |                                       | |
| 2015        | Абрикоси Донбасу | Любов Якимчук | українська                      | поезія                      | Львів            | Видавництво Старого Лева               | ISBN 978-617-679-135-5                | |
| 2014        | Верните нам наше небо | Анастасия Дмитрук | російська, українська           | поезія                      | Київ             | Феєрія Мандрів                         | ISBN 978-617-635-065-1                | Поезії від авторки відомого вірша «Никогда мы не будем братьями» |
| 2014        | Сліпа пляма | Сергій Жадан, Микола Рідний | англійська, німецька, російська | поезія                      | Берлін           |                                        |                                       | |
| 2014        | Знаєш, солдате, Ти мусиш вистояти... | О. Івасюк, Х. Венгринюк (упор.) |                                 | поезія                      | Чернівці         | Букрек                                 | ISBN 978-966-399-622-6                | |
| 2014        | Wschód — Zachód: Wiersze z Ukrainy i dla Ukrainy                                                                                         | Анета Камінська (ред.) | польська                        | поезія                      | Bydgoszcz        | Pobocza Peryferii                      | ISBN 978-83-64942-00-6                | |
| 2015        | Героям Слава! Розповіді для дітей про героїв фронту і тилу                                                                               | | українська                      | дитяча                      |                  | Мамине сонечко                         |                                       | |
|             | Тато, повернись живим! Подарунок українським бійцям                                                                                      | | українська                      | дитяча                      |                  | ГО «Перспективна громада»              |                                       | |
| 2015        | Війна, що змінила Рондо | Творча майстерня «Аґрафка» | українська                      | дитяча                      | Київ             | Видавництво Старого Лева               | ISBN 978-617-679-105-8                | |
| 2015        | Егоїстка | Тетяна Пакалюк | українська                      | дитяча                      | Чернігів         | Десна-Поліграф                         |                                       | |
| 2015        | Пригоди малого укропчика | Тетяна Пакалюк | українська                      | дитяча                      | Чернігів         | Десна-Поліграф                         |                                       | |
| 2014        | Історії зі Сходу на Захід | Маргарита Сурженко | українська                      | проза                       | Брустурів        | Дискурсус                              | ISBN 978-617-7236-15-2                | Історії переселенців зі сходу України |
| 2015        | Нове життя: Історії з Заходу на Схід | Маргарита Сурженко | українська                      | проза                       | Брустурів        | Дискурсус                              |                                       | |
|             | Цитати Сходу | Сергій Могилко | українська                      | проза                       |                  |                                        |                                       | Збірка дописів учасників подій у соцмережах |
| 2015        | Соняхи. Духовність на час війни | Андрій Зелінський | українська                      | проза                       | Львів            | Видавництво Старого Лева               | ISBN 978-617-679-185-0                | |
| 2015        | Сильне ім'я Надія | Надія Савченко |                                 | проза                       | Київ             | Юстініан                               |                                       | |
| 2015        | Війна очима ТСН. 28 історій по той бік камери                                                                                            | Ольга Кашпор |                                 |                             | Київ             | Основи                                 | ISBN 978-966-500-367-0                | |
| 2015        | Приватний щоденник. Майдан. Війна | Марія Матіос | українська                      | проза                       | Львів            | Піраміда                               |                                       | |
| 2014        | Літопис самовидців: Дев'ять місяців українського спротиву                                                                                | Тетяна Терен (упор.) | українська                      | проза                       | Київ             | Комора                                 | ISBN 978-966-97403-2-8                | |
| 2014        | Все будет Украина! | Елена Степная (Олена Степова) | російська                       | проза                       | Київ             | Дух і літера                           | ISBN 978-966-378-373-4                | Гумористичні оповідання та життєі роздуми про причини подій від колишньої мешканки Луганської області, нині вимушеної переселенки |
| 2015        | 100 днів полону, або позивний «911» | Валерій Макєєв | українська                      | проза                       | Черкаси          | Видав. Олександр Третяков              |                                       | Розповідь українського журналіста про своє перебування в полоні. |
| 2015        | Прикарпатці в АТО | І. Боднарев (упор.) | українська                      | проза                       | Івано-Франківськ | Лілея-НВ                               | ISBN 978-966-668-375-8                | Збірка репортажів з місцевої преси про військовослужбовців з Івано-Франківської області від початку кримських подій |
| 2015        | Донбас — арена війни [Архівовано 30 березня 2016 у Wayback Machine.]                                                                     | Олена Тараненко (упор.) | українська, російська           | поезія, проза               | Вінниця          | Т. П. Барановська                      | ISBN 978-617-7233-13-7                | Вірші, життєві історії та роздуми людей, долі яких пов'язані з Донецьким національним університетом, евакуйованим до Вінниці внаслідок війни |
| 2015        | Мариуполь: Последний форпост | Юля Священко та Анна Процкова | російська                       | проза                       |                  |                                        | ISBN 978-617-7257-74-4                | Книга про події в Маріуполі в 2014—2015 рр., ілюстрована фотографіями |
| 2015        | АД 242. Історія мужності, братерства та самопожертви                                                                                     | І. Штогрін (укл.) | українська                      | проза                       | Харків           | КСД                                    | ISBN 978-966-14-9313-0                | Книга про 242 дні боїв в аеропорту Донецька, або в АДу — як його назвали оборонці летовища — це майже шість десятків свідчень «кіборгів», коментарі військових експертів та військових аналітиків з України, Росії, США та Канади, представника Генерального штабу Збройних сил України. Але головне — про життя і смерть, про відчайдушність і страх, про любов і дружбу, про те — що і чому захищали у терміналах ДАПу українські бійці — читайте у розповідях безпосередніх учасників оборони Донецького аеропорту.                                                                            |
| 2015        | Неоголошена війна. Невідомі факти і хроніки АТО                                                                                          | Ольга Каліновська, Олег Криштопа, Євген Назаренко, Валентин Трохимчук, Дарина Феденко | українська                      | проза                       | Харків           | КСД                                    | ISBN 978-966-14-9647-6                | |
| 2015        | Котел", або Справа без терміну давності                                                                                                  | Іван Капсамун | українська                      | проза                       | Київ             | День                                   |                                       | |
| 2015        | Катастрофи і тріумф. Історії українських Героїв                                                                                          | Марія Семенченко | українська                      | проза                       | Київ             | День                                   |                                       | |
| 2015        | Я — свідок: записки з окупованого Луганська                                                                                              | Валентин Торба | українська                      | проза                       | Київ             | День                                   |                                       | |
| 2015        | Анексія: Острів Крим. Хроніки «гібридної війни»                                                                                          | Тарас Березовець | українська                      | проза                       | Київ             | Брайт Букс                             | ISBN 978-966-2665-69-7                | |
| 2015        | Книга змін | Андрій Цаплієнко | українська                      | проза                       | Харків           | КСД                                    |                                       | Збірка художньо оброблених репортажів від репортера каналу 1+1 |
| 2015        | Война на три буквы: между внутренним конфликтом и внешним вмешательством. Хроника противостояния в репортажах и свидетельствах очевидцев | Артем Чапай, Катерина Сергацкова, Володимир Максаков | російська                       | проза                       | Харків           | Фоліо                                  | ISBN 978-966-03-7168-2                | |
| 2015        | Война с первых дней | Інна Золотухіна | російська                       | проза                       | Харків           | Фоліо                                  |                                       | Збірка репортажів від репортера «Вести» |
| 2015        | Русский разухай или украинские грабли | Володимир Земляной, вступ. сл. Віталій Довгич | російська                       | проза                       | Київ             | АВІАЗ                                  | ISBN 978-966-8936-94-4                | |
| 2015        | Витрина | Олег Пономарь | російська                       | проза                       | Київ             | Країна Мрій                            |                                       | |
| 2015        | Ukraina — rajamaa | Анна-Олена Ловрин (фін) | фінська                         |                             |                  | Teos                                   | ISBN 978-951-851-648-7                | |
| 2015        | Донецька рана України: Історико-культурологічні есеї [Архівовано 29 березня 2020 у Wayback Machine.]                                     | Іван Дзюба | українська                      | проза                       | Київ             | Інститут історії України НАН України   | ISBN 9789660275362                    | |
| 2015        | Велика війна 2014… Україна | Михайло Слабошпицький | українська                      | проза                       | Київ             | Ярославів вал                          | ISBN 978-617-605-015-5                | |
| 2014        | Szcze ne wmerła i nie umrze. Rozmowa z Jurijem Andruchowyczem                                                                            | Павел Смоленський(пол.). | польська                        | проза                       | Wołowiec         | Wydawnictwo Czarne                     | ISBN 978-83-7536-823-9                | |
| 2015        | Pozdrowienia z Noworosji | Павел Пєняжек | польська                        | проза                       |                  | Krytyka Polityczna                     | ISBN 978-83-64682-29-2                | |
| 2015        | Ген воїна | Руслан Горовий | українська                      | проза                       | Львів            | Кальварія                              |                                       | Одна з чотирьох історій — історія військового пілота у зоні АТО (оповідання «Нижче неба»), решта на інші теми |
| 2015        | Ічнянці в АТО. сто бійців | Олеся Реута | українська                      | проза                       | Ніжин            |                                        |                                       | Книга про участь жителів Ічнянського району Чернігівської області в АТО |
| 2015        | То АТО: Дневник добровольца | Дмитро Якорнов | російська                       | проза                       | Харків           | Віват                                  |                                       | |
| 2015        | In Wartime: Stories from Ukraine | Тім Джудах | англійська                      | проза                       |                  | Allen Lane an imprint of Penguin Books |                                       | |
| 2016        | Блокпост | Борис Гуменюк | українська                      | поезія, публіцистика, блог  | Київ             | Академія                               | ISBN 978-966-580-477-2                | Вірші та замітки з Facebook заступника командира добровольчого батальйону ОУН |
| 2015        | 2014: Хроника года. Блоги. Колонки. Дневники                                                                                             | Юрій Винничук, Евген Гендін, Марк Гордієнко, Сергій Жадан, Олександр Кабанов, Андрій Курков, Олена Стяжкіна | російська, українська           | публіцистика, щоденники     | Харків           | Фоліо                                  | ISBN 978-966-03-7214-6                | Публікації блогів, колонок у ЗМІ, щоденникових записів відомих письменників, публіцистів, громадських діячів з Києва, Харкова, Донецька, Дніпропетровська та Одеси, написаних під час Євромайдану та російської агресії проти України |
| 2015        | 2014: Год Украины [Архівовано 23 липня 2015 у Wayback Machine.]                                                                          | Ігор Клямкін | російська, українська           | публіцистика, щоденники     | Москва           | Фонд «Либеральная Миссия»              | ISBN 978-5-903135-54-7                | Публікація онлайн-щоденника віце-президента російської фундації «Ліберальна місія» про події революції та війни в Україні, їхній вплив на владу та масову свідомість в РФ, а також на світову політику |
| 2016        | Зоран #тихотворения | Максим Музика | російська, українська           | поезія                      | Київ             |                                        |                                       | Вірші учасника АТО |
| 2016        | Три часа без войны | Максим Бутченко | російська                       | проза                       | Харків           | Фоліо                                  |                                       | |
| 2016        | Іловайський щоденник (Иловайский дневник)                                                                                                | Роман Зіненко | російська українська            | проза                       | Харків           | Фоліо                                  | ISBN 978-966-03-7515-4                | Розповідь про БПСМОП «Дніпро — 1» |
| 2019        | Хроніка Іловайської трагедії. Війна, якої не було                                                                                        | Роман Зіненко | українська                      | проза                       | Київ             | Фоліо                                  | ISBN 978-966-03-8463-7                | Документальна хроніка, спогади учасників Іловайської трагедії |
| 2016        | Сектор V. Захалявна книжечка дикого волонтера.                                                                                           | Діана Макарова | російська/українська            | проза                       | Київ             | Проєкт «Баловство»                     | ISBN 978-1-6254-00604                 | Про роботу волонтерського фонду Діани Макарової |
| 2016        | Хроніка Одного батальйону | Ігор Орел | українська                      | проза                       | Харків           | Права людини / Фоліо                   |                                       | Розповідь про батальйон «Айдар» від створення до грудня 2014 року |
| 2016        | 100 днів полону, або Позивний «911» | Валерій Макеєв | українська                      | проза                       | Харків           | Фоліо                                  | ISBN 978-966-03-7416-4                | 2-е видання |
| 2016        | Хроника гибридной войны | Серж Марко | російська                       | проза                       | Київ             | Surkov Publisher                       | ISBN 978-966-542-604-2                | |
| 2016        | Жадання фронту | Позивний «Вирій» | українська                      | проза                       |                  | Орієнтир                               |                                       | |
| 2016        | Луганский разлом | Сергій Скадинський | російська                       | проза                       | Харків           | Bookexpert                             |                                       | Спогади та роздуми про події в Луганську |
| 2016        | Гений | Олексій Слаповський | російська                       | проза                       | Москва           | Рипол Классик                          | ISBN 978-5-386-08873-6                | Трагікомічний роман про конфлікт і рефлексію в селищі, навпіл розділеному російсько-українським кордоном у час, коли туди приходить війна |
| 2016        | Доброволець «Сумрака» | Геннадій Фімін | українська                      | проза                       |                  |                                        |                                       | |
| 2016        | Наші Атланти: жертовність во ім'я спасіння                                                                                               | Степан Герилів | українська                      | проза                       | Тернопіль        | Богдан                                 | ISBN 978-966-10-4264-2                | Видання висвітлює перше півріччя роботи волонтерської організації «Наші Атланти» (Бердянськ) |
| 2016        | Наші Атланти: незмірна чаша милосердя | Степан Герилів | українська                      | проза                       |                  |                                        |                                       | Видання висвітлює роботу волонтерської організації «Наші Атланти» (Бердянськ) |
| 2016        | Любов на лінії вогню | Василиса Трофимович | українська                      | проза                       | Харків           | Фоліо                                  |                                       | авторка — екс-прес-секретар батальйону Полк Дніпро-1 |
| 2016        | Війна і мир | Костянтин Бобрищев | українська                      | фотокнига                   | Полтава          |                                        |                                       | фотоальбом |
| 2016        | Дорога в безсмертя | Надія Гринь | українська                      | проза/поезія                |                  |                                        |                                       | книга присвячена загиблому на сході України Герою російсько-української війни Дмитру Коряку, відомому під бойовим псевдо «Брат» |
| 2016        | Полтавці — поборники державної незалежності України                                                                                      | Віктор Ревегук | українська                      | проза                       | Полтава          | Полтавський літератор                  |                                       | Збірник містить 93 коротких біографічних нариси про уродженців Полтавщини — борців за незалежність України та дані про 98 полтавців, які загинули під час проведення АТО, захищаючи свободу та територіальну цілісність своєї Батьківщини |
| 2016        | Миттєвості війни | |                                 |                             | Миколаїв         | Іліон                                  |                                       | про жителів Миколаївської області, учасників АТО |
| 2015        | Навіщо | Марія Старожицька | українська                      |                             | Київ             | Український пріоритет                  | ISBN 978-966-2669-85-5                | вірші та п'єса «Котел» про вихід групи бійців з іловайського котла |
| 2016        | Сила жизни. Force of life | |                                 |                             |                  |                                        |                                       | історії учасників АТО |
| 2016        | З Україною в серці. Запорожці — захисники суверенітету і незалежності Батьківщини                                                        | |                                 |                             |                  |                                        |                                       | |
| 2016        | Волонтер. Философия пожирания | Станіслав Агеєв, Олександр Редька |                                 |                             |                  |                                        |                                       | |
| 2016        | 5 секунд, 5 днів | Євген Положій | українська                      | проза                       | Київ             | Нора Друк                              |                                       | |
| 2016        | Black Square: Adventures in Post-Soviet Ukraine                                                                                          | Софі Пінхам | англійська                      |                             | Нью-Йорк; Лондон | W. W. Norton & Co.                     | ISBN 978-039-3247-97-8                | |
| 2015        | Відлуння свинцевих громовиць | Юрій Руф | українська                      | поезія                      | Львів            | Видавничий дім «Панорама»              | ISBN 978-617-7227-05-1                | Збірка націоналістичної поезії |
| 2016        | По живому. Околовоенные дневники | Оксана Стоміна, Олег Украінцев | російська, українська           | поезія, проза, публіцистика | Маріуполь        | Новий світ                             | ISBN 978-617-7413-19-5                | Збірка творів авторів Донбасу, Приазов'я і Криму про трагічні події 2014—2016 років в Україні. Матеріали книги — вірші, листи, есе і щоденникові нотатки: художньо оформлені репортажі з місця подій. |
| 2018        | Сліди на дорозі | Валерій Ананьєв (Маркус) | українська                      | проза                       | Київ             |                                        | ISBN 978-966-194-302-4                | Розповідь про життя Валерія Ананьєва, колишнього солдата, десантника 25-ї бригади, який близько трьох років свого життя я провів на війні. Перша жива книга про війну на Сході України. Близько 100 QR кодів розставлені по тексту, дозволять вам поринути у події, описані в книзі. |
| 2020        | Тюремна пісня | Олена Герасим'юк | українська                      | поезія                      | Київ             | Люта справа                            | ISBN 978-617-7420-64-3                | «Тюремна пісня» — це третя книга письменниці Олени Герасим'юк. Вірші, які ви прочитаєте у цій збірці, — це підсумок її особистого важкого десятиліття. Це вірші про любов і ненависть, про тугу за родиною та про війну, про життя і смерть. Воні написані простою, нецензурованою, фактично воєнною мовою, але традиційно — для Олени —розкривають перед читачем глибину зображеного. Глибину правди, про яку Україна говоритиме ще не одне століття. |
| 2020        | Як вигинається воєнне коло | Ярина Чорногуз | українська                      | поезія                      | Харків           | Фоліо                                  | ISBN 978-966-03-9464-3                | Це збірка поезій про світ людини з країни, яка завжди вела оборонну війну, аби існувати незалежно. Авторка зустріла цю війну на одному з вигинів її кола як волонтер-медик, а пізніше обрала шлях військової. І незважаючи на біль втрати, відчула, що саме на війні можна зустріти справжність, якої більше ніде немає… |
| 2023        | Воєнна розвідка України. У небі, на морі, на землі                                                                                       | Артем Шевченко | українська                      | проза                       | Київ             | Yakaboo Publishing                     | ISBN 978-617-8222-31-4                | В основу книги лягли чотири документальні фільми про бойові операції ГУР під час широкомасштабного російського вторгнення. |
| 2024        | Як це, війна? Психологічний досвід повномасштабного вторгнення                                                                           | Ілля Полудьонний, Марк Лівін | українська                      | Популярна психологія        | Київ             | Наш Формат                             | ISBN 978-617-8120-22-1                | Книжка фокусується на першому півріччі повномасштабного вторгнення. Авторам було важливо створити матеріал для переповідання досвіду травми, а також зафіксувати, назвати і пояснити, що відбувалось з людьми із психологічної та соціальної точки зору. Саме такий фокус книжки «Як це, війна?». |
| 2024        | Залізний генерал. Уроки людяності | Людмила Долгоновська | українська                      | Нонфікшн                    | Харків           | Vivat                                  | ISBN 9789669829566                    | Нонфікшн, з якого ви почуєте про Валерія Залужного, як особистість та військового професіонала, й отримаєте унікальні уроки лідерства із описом реальних ситуацій з початку повномасштабного вторгнення. У книзі «Залізний генерал» Людмила Долгоновська надає близький погляд на життя Головнокомандувача Збройних Сил України у 2021-2024 роках, під керівництвом якого українські воїни зустріли ворога із початком повномасштабного вторгнення російської армії, та водночас описує перші кроки у кар’єрі Залужного, що сформували особистість майбутнього Героя російсько-української війни. |

Подіям 2 травня 2014 в Одесі присвячено роман «Дев'ять днів у травні» («Девять дней в мае») Всеволода Непогодіна.
Скоріна Ганна зробила один з повних оглядів про літературу видану на тему російсько-української війни

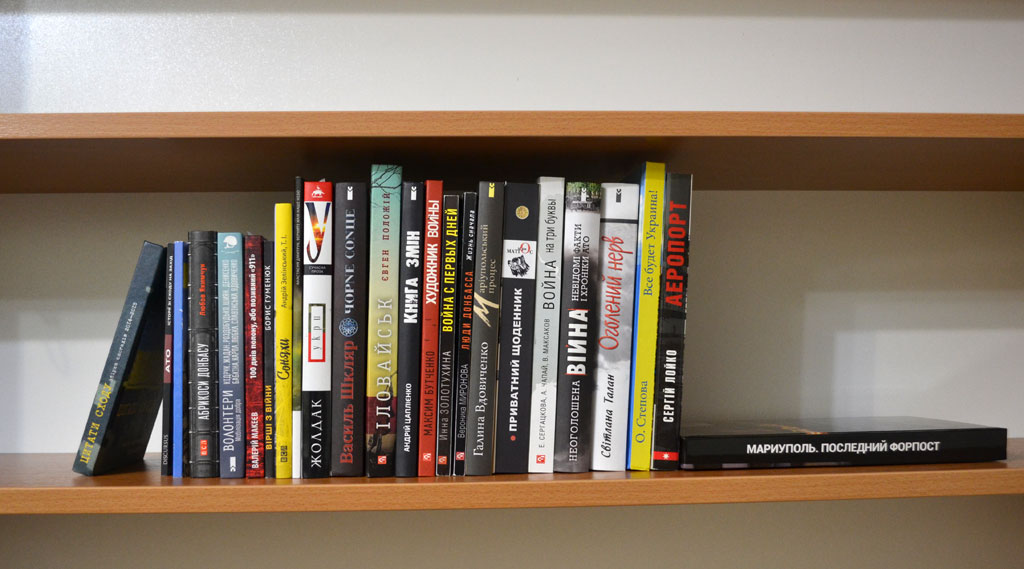
Книги про війну на сході України

### Монографії, аналітичні доповіді, збірки статей
- Возняк Тарас, Геополітичні аспекти війни в Україні [Архівовано 7 квітня 2016 у Wayback Machine.]. Львів: Незал. культурол. журн. «Ї», 2015. ISBN 978-966-397-176-6
- Воротнюк Мария, Золкина Мария, Турашвили Медеа, Стратегия Украины по построению отношений с населением Крыма и Донбасса: опыт Грузии как урок для Украины. Б. м., 2015. ISBN 978-994-1400-83-4
- Дикий Евгений, Гибридная война России: Опыт Украины для стран Балтии [Архівовано 28 березня 2016 у Wayback Machine.]. Вильнюс: Литовская военная академия, 2016. ISBN 978-609-8074-48-2
- Ищенко Ю. А., Симулякры «Новороссии» [Архівовано 29 квітня 2016 у Wayback Machine.]. К.: ЦГО НАН України, 2015. ISBN 966-02-2902X
- Кабакаев Семен, Алексеева Елена, Морозов Федор, Марионетки Кремля: Дорога войны на Донбассе [Архівовано 21 серпня 2016 у Wayback Machine.]. Б. м.: Безопасность и взаимодействие в Украине; Стоптеррор; Мининформ Украины, [2015].
- Колесников Андрей, Хотят ли русские войны? Война и террор в восприятии россиян эпохи осажденной крепости [Архівовано 19 серпня 2016 у Wayback Machine.]. М.: Моск. Центр Карнеги, 2016.
- Магда Євген, Гібридна війна: вижити і перемогти. Харків: Віват, 2015. ISBN 978-617-7246-46-5
- Рущенко І. П., Російсько-українська гібридна війна: погляд соціолога. Харків: ФОП Павленко О. Г., 2015. ISBN 978-966-2901-18-4
- Смолій В. А. (відп. ред.), Культурні цінності Криму і Донбасу в умовах війни та окупації: Матеріали круглого столу [Архівовано 17 серпня 2016 у Wayback Machine.]. К.: Ін-т історії України НАН України, 2016. ISBN 978-966-02-7932-2
- Трач Надія, Разом — сила! Риторика українського спротиву. К.: Кліо, 2015.
- Турченко Галина, Турченко Федір, Проект «Новороссия», 1764—2014: юбилей на крови [Архівовано 17 серпня 2016 у Wayback Machine.]. 2-е изд. Запорожье: ЗНУ, 2015. ISBN 978-966-599-495-4
- Турченко Федір, Турченко Галина, Проєкт «Новоросія» і новітня російсько-українська війна [Архівовано 17 серпня 2016 у Wayback Machine.]. К.: Ін-т історії України НАН України, 2015. ISBN 978-966-02-7645-1
- Фельштинський Юрій, Станчев Михайло, Третя світова: битва за Україну. Київ: Наш Формат, 2015. ISBN 978-617-7279-02-9
- Яшин Илья, Шорина Ольга (ред.), Путин. Война: Независимый экспертный доклад. По материалам Бориса Немцова [Архівовано 8 березня 2016 у Wayback Machine.]. М., 2015.
Англ. пер.: Putin. War: An Independent Expert Report
- Arjakovsky Antoine, Russie—Ukraine, de la guerre à la paix? Paris: Parole et Silence, 2014. ISBN 978-2889183302
Укр. пер.: Аржаковський Антуан, Розбрат України з Росією: стратегія виходу з піке. Харків: Віват, 2015. ISBN 978-617-7246-59-5
- Averre Derek, Wolczuk Katarzyna, The Ukrainian Crisis and the Post-Post-Cold War Europe [Архівовано 15 вересня 2020 у Wayback Machine.], special issue of Europe-Asia Studies, 68.4 (2016).
- Black J. L., Johns Michael (eds.), The Return of the Cold War: Ukraine, the West and Russia. London; New York: Routledge, 2016. ISBN 978-1-138-92409-3
- Crash of Malaysia Airlines Flight MH17 (Hrabove, Ukraine, 17 July 2014) [Архівовано 13 жовтня 2015 у WebCite]. The Hague: Dutch Safety Board, 2015.
Appedices [Архівовано 17 травня 2017 у Wayback Machine.]
- Case Sean, Anders Klement, Putin's Undeclared War: Summer 2014 Russian Artillery Strikes against Ukraine [Архівовано 7 січня 2017 у Wayback Machine.], Bellingcat, 21.12.2016.
Рос. пер.: Необъявленная война Путина: Российские артиллерийские удары по территории Украины летом 2014 года
- Czuperski Maksymilian, Herbst John, Higgins Eliot et al., Hiding in Plain Sight: Putin's War in Ukraine. Washington: Athlantic Council, 2015. ISBN 978-1-61977-996-9
Укр. пер.: Ховаючись у всіх на очах: Війна Путіна проти України[недоступне посилання з листопадаа 2019]
Рос. пер.: Прячась у всех на глазах: Война Путина против Украины[недоступне посилання з листопадаа 2019]
- Fedor Julie (ed.), Russian Media and the War in Ukraine [Архівовано 28 червня 2016 у Wayback Machine.], special issue of Journal of Soviet and Post-Soviet Politics and Society, 1.1 (2015).
- Gardner Hall, Crimea, Global Rivalry, and the Vengeance of History. New York: Palgrave Macmillan, 2015. ISBN 978-1-137-54676-0
- Grant Thomas D., Aggression against Ukraine: Territory, Responsibility, and International Law. New York: Palgrave Macmillan, 2015. ISBN 978-1-137-51463-9
- Grigas Agnia, Beyond Crimea: The New Russian Empire. New Haven; London: Yale University Press, 2016.
- Kalb Marvin, Imperial Gamble: Putin, Ukraine, and the New Cold War. Washington: Brookings Institution Press, 2015. ISBN 978-0-8157-2664-7
- McNabb David E., Vladimir Putin and Russia's Imperial Revival. Boca Raton, FL: CRC Press, 2016. ISBN 978-1-498-71198-2
- Menon Rajan, Rumer Eugene B., Conflict in Ukraine: The Unwinding of the Post-Cold War Order. Cambridge, Mass.; London: MIT Press, 2015. ISBN 978-0-262-02904-9
- MH 17: The Open Source Investigation, Two Years Later [Архівовано 16 липня 2016 у Wayback Machine.], Bellingcat, 15.7.2016.
Рос. пер.: Исследование открытых источников по MH 17: два года спустя [Архівовано 16 липня 2016 у Wayback Machine.]
- Miller James, Vaux Pierre, Fitzpatrick Catherine A., Weiss Michael, An Invasion by Any Other Name: The Kremlin's Dirty War in Ukraine [Архівовано 10 жовтня 2015 у Wayback Machine.]. New York: Institute of Modern Russia, 2015.
- Ostrovsky, Arkady, The Invention of Russia: The Journey from Gorbachev's Freedom to Putin's War. London: Atlantic Books, 2015. ISBN 978-0-85789-160-0
- Pabriks Artis, Kudors Andis (eds.), The War in Ukraine: Lessons for Europe [Архівовано 29 серпня 2016 у Wayback Machine.]. Rīga: Centre for East European Policy Studies; University of Latvia Press, 2015. ISBN 978-9984-45-998-1
- Pomerantsev Peter, Weiss Michael, The Menace of Unreality: How the Kremlin Weaponizes Information, Culture and Money [Архівовано 2 серпня 2016 у Wayback Machine.]. New York: Institute of Modern Russia, 2015.
Рос. пер.: Угроза нереальности: Информация, культура и деньги как оружие Кремля
- Pynnöniemi Katri, Rácz András (eds.), Fog of Falsehood: Russian Strategy of Deception and the Conflict in Ukraine. Helsinki: Finnish Institute of International Affairs, 2016. ISBN 978-951-769-486-5
- Sakwa Richard, Frontline Ukraine: Crisis in the Borderlands. London: IB Tauris, 2015. ISBN 978-1784530648
- Wilson Andrew, Ukraine Crisis: What It Means for the West. New Haven; London: Yale University Press, 2014. ISBN 978-0300211597
- Yekelchyk Serhy, The Conflict in Ukraine: What Everyone Needs to Know. Oxford; New York: Oxford University Press, 2015. ISBN 978-0-19-023727-1
- Володимир Василенко, Семен Кабакаєв, Олена Алексєєва, Федір Морозов, Збройна агресія Російської Федерації проти України. Участь Збройних сил Російської Федерації в бойових діях на територіях Донецької та Луганської областей у період із березня 2014 р. до лютого 2015 р. [Архівовано 18 січня 2021 у Wayback Machine.] Безпека та взаємодія в Україні, Київ, 2020.

### Різні видання
- Вклоняємось доземно українському солдату / вст. сл. С. Полторак, П. Мехед, Р. Драпак. К.: Народна армія, 2014. ISBN 978-966-2726-23-7
- Час і свідомість: Записки начальника Генерального штабу Збройних Сил України

### Книги пам'яті
- Книга пам'яті полеглих за Україну [Архівовано 27 серпня 2014 у Wayback Machine.]
- Вічна пам'ять героям [Архівовано 3 червня 2015 у Wayback Machine.]
- «Борись в ім'я честі»[162]
- О. Дем'янюк, Г. Гулько. Волинський пантеон: Схід — 2014[163]

## Пам'ятники

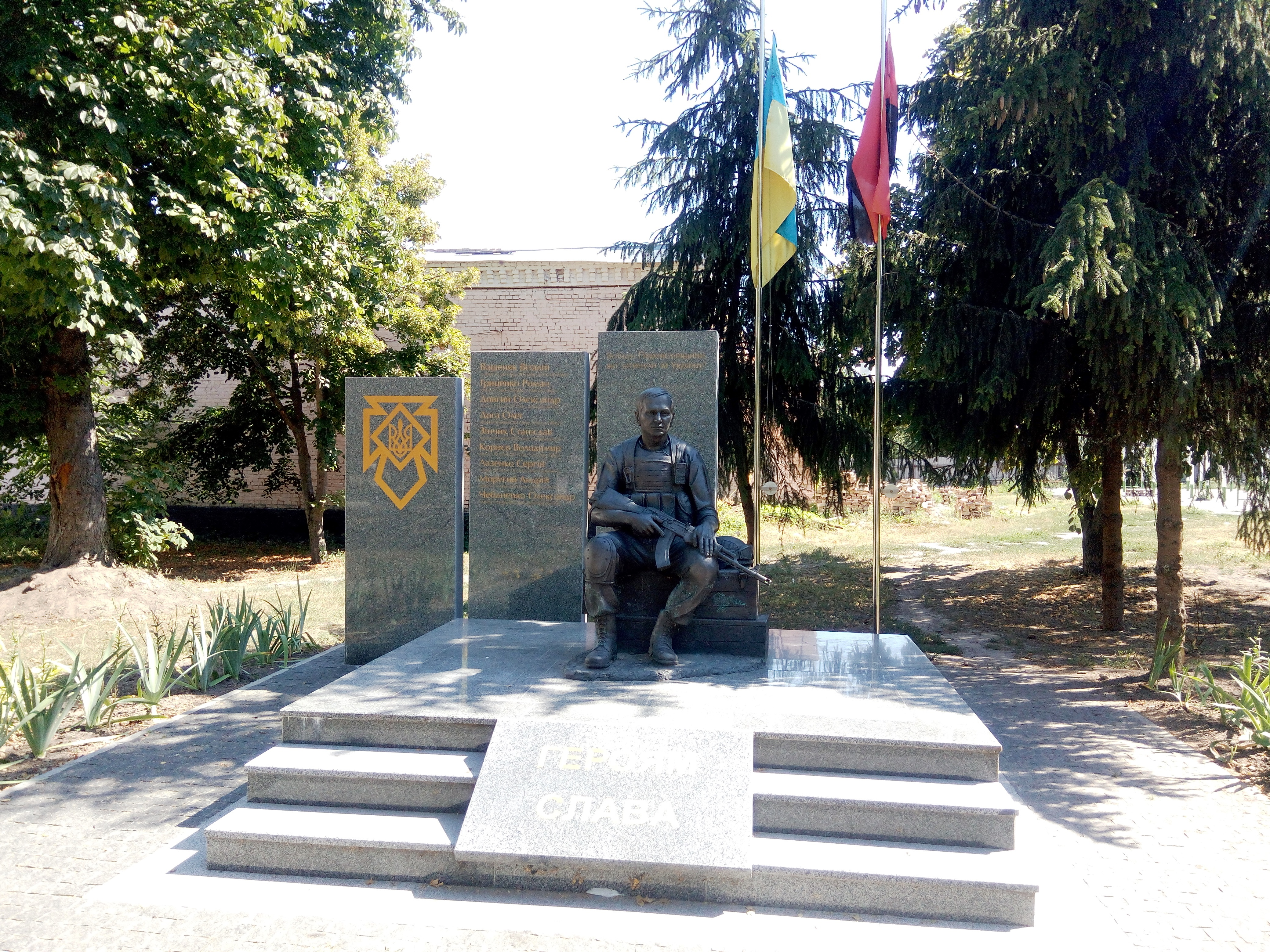
Пам'ятник бійцям АТО у Переяславі

- Пам'ятник бійцям АТО у Переяславі22 січня 2015 р., в День соборності України, у Вінниці відкрито пам'ятний знак героям Небесної сотні та АТО. Двометрова композиція з граніту та латуні являє собою фігуру сокола, вписану у державний символ — тризуб. Птах, що падає, символізує душі тих, хто віддав життя за Україну. Автор пам'ятника — молодий архітектор, студент Національного авіаційного університету Владислав Головащенко. Відкривали пам'ятник мати загиблого на Майдані Максима Шимка та сестра командира літака Ан-26, що розбився в зоні АТО, Дмитра Майбороди[164][165]. Композицію змонтовано на Європейській площі на території меморіалу Слави, поряд зі скульптурною групою червоних бійців Громадянської та Другої світової воєн. За твердженням вінницького історика Олександр Федоришена, таке архітектурне рішення стало відгуком на бажання матері М. Шимка, єдиного вінничанина з Небесної сотні, який, бувши українським націоналістом, щороку 9 травня відвідував меморіал Слави[166].
- 5 липня 2015 р. між Слов'янськом і Краматорськом відкрито пам'ятний камінь на згадку про бій 4 липня 2014 р., у якому десантники 25 ОПДБр та бійці спецпідрозділу МВС зупинили прорив бронеколони противника. Пам'ятник вшановує загиблих у цьому бою українських воїнів Олександра Серебрякова і Романа Менделя[167].
- У травні 2015 р. у Львові відкрито погрудний пам'ятник герою України генерал-майору Сергієві Кульчицькому, що загинув під час бойових дій у місті Слов'янську Донецької області. Церемонію було приурочено до першої річниці збиття бойовиками «ДНР» вертольота Мі-8, у якому перебував Кульчицький[168].
- У березні 2016 р. у приміщенні Головного управління Національної гвардії України у Києві відкрито погруддя генерал-майора Сергія Кульчицького[169].
- 19 березня 2016 р. у Кривому Розі відкрито монумент криворіжанам, загиблим у війні на Донбасі. Це перший в Україні пам'ятник учасникам АТО у вигляді статуї. Центральна фігура монументальної композиції — постать українського солдата у повний зріст, у шоломі та бронежилеті, з автоматом у руках, встановлена на постаменті з написом «Слава героям України». Солдата поміщено між двома стелами, що символізують крила літака Іл-76, збитого проросійськими бойовиками над Луганським аеропортом у червні 2014 р. (у складі 25 ОПДБр, бійці якої стали жертвами трагедії, були мешканці Кривого Рогу). Постамент оточено гранітними плитами з іменами місцевих жителів, які загинули, захищаючи суверенітет України. Висота всієї композиції — 12 м, фігури військовослужбовця — 4,2 м. Скульптор — Володимир Токар. Прототип бійця, втіленого у пам'ятнику — мінометник-«кіборг» Євген Абросимов («Абрикос»), учасник боїв за Донецький аеропорт. Ініціаторами спорудження пам'ятника у місті виступили демобілізовані учасники бойових дій, родичі загиблих та волонтери. Проєкт реалізовано за рахунок позабюджетних коштів[170][171][172][173][174].
- 28 березня 2016 року в Києві відкритий Па́м'ятник білорусам, загиблим за Україну — монумент, присвячений білорусам, що загинули під час подій Євромайдану та російсько-української війни.
- 1 серпня 2017 року в Києві відкритий Пам'ятник бійцям антитерористичної операції.
- 10 лютого 2018 року у Краматорську Донецької області встановили пам'ятник жертвам обстрілів, які відбулися в 2015 році[175].
- 23 березня 2019 року в історичній частині Переяслава на вул. Богдана Хмельницького напроти Вознесенського собору відкрито памятний знак учасникам АТО з Переяславщини, які загинули захищаючи батьківщину[176].

### Меморіальні проєкти
Влітку 2015 р. у колах, близьких до Банкової, було задумано трансформацію Меморіалу Вічної слави у Києві. Вона передбачала перепоховання на Меморіалі, поряд із Невідомим солдатом Другої світової війни, неідентифікованого «героя антитерористичної операції на території Донецької та Луганської областей». На думку радника Президента України Юрія Бірюкова, це дозволило б зосередити вшанування полеглих в одному протокольному місці, куди прибували би іноземні делегації, і «не плодити вічні вогні». Дати «1941» і «1945» на вході до Меморіалу планувалося замінити на слова «Слава Україні!» та «Героям слава!». Перепоховання було попередньо призначене на 23 серпня, переддень річніці проголошення незалежності України. Проєкт певною мірою повторював традицію, що склалася на Арлінгтонському національному цвинтарі у США, де почергово були поховані Невідомі солдати обидвох світових, Корейської та В'єтнамської воєн.
Серед громадськості ідея перетворення столичного меморіалу викликала полярні оцінки. Одні (письменники Андрій Кокотюха, Василь Шкляр, Дмиро Капранов) сприйняли її радше схвально чи нейтрально. Голова Всеукраїнського об'єднання ветеранів академік Ігор Юхновський назвав її прийнятною загалом, але передчасною в умовах, коли війна на Донбасі триває. Інші (директор Інституту філософії НАН України академік Мирослав Попович, історик-києвознавець Михайло Кальницький) заявили про своє негативне ставлення до можливості порушення цілісності меморіального комплексу. Головний опонент Ю. Бірюкова у заочній дискусії, експерт конкурсу на спорудження меморіалу героїв Небесної сотні Дмитро Гурін закинув авторам ініціативи юридичне, мистецьке і моральне невігластво та нехтування громадською думкою. Він також застеріг проти зловживання культом неідентифікованих воїнів, сумнівним з точки зору як сучасних технологій, так і принципів Революції гідності. Схожий аргумент висловила письменниця Оксана Забужко, стверджуючи неприпустимість поховання воїнів сьогодення у місці, що символізує «страшну традицію сталінської війни». У відповідь на критику, Адміністрація Президента України заявила про згортання попередніх планів щодо Меморіалу.
В березні 2025 року був представлений проєкт памʼяті людей літератури - "Недописані", чиї життя забрала Росія. Автори проєкту Олена Герасим’юк і Євген Лір зібрали історії, твори та спогади про загиблих, щоб не дати їхнім голосам зникнути. Вони звертаються до громадськості з проханням поділитися інформацією про тих літераторів, які стали жертвами російської агресії.

## Образотворче мистецтво

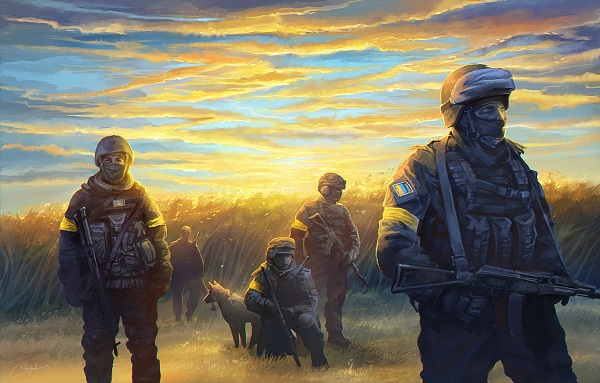
Картина «Світанок» художниці Беати Куркуль, 2022 р.

Російська агресія дуже скоро отримала відображення в українському мистецтві як ілюстрації, постери та колажі, що підтримують бойовий дух захисників і висміюють ворога. Частина митців продають свої роботи, щоб виручені кошти передати ЗСУ. Деякі країни, що підтримують Україну, проводять виставки цих робіт у мистецьких центрах, галереях, освітніх просторах.
На 56-му Венеційському бієннале групова виставка українських митців символічно називалася «Надія». Крім того, група українських митців у камуфляжному одязі з написами «У відпустці» знаходилася у російському павільйоні нагадуючи про окупацію Криму.
Від 30 вересня до 14 грудня 2014 на будинку в центрі Берліна експонувався художній проєкт Сергія Жадана, Миколи Рідного. На основі цього проєкту була створена книжка «Сліпа пляма», яка складається з текстів Сергія Жадана та фотографій Миколи Рідного.
В Європарламенті проходила виставка ікон написаних Олександром Клименком на ящиках від набоїв для того, щоби привернути увагу європейських політиків до військових дій на Донбасі.
Російська громадська організація «Открытая Россия» створила вебсайт з коміксом «Процес» про суд над Надією Савченко.
Численні світові видання відгукнулися на широку російську агресію в Україні карикатурами, де висміювали різні проблеми: від байдужості Путіна до життя власних військ і до залежності Заходу від нафти.
В лютому 2022 року набула популярності «Свята Джавеліна» — стилізоване під ікону зображення жінки з ПТРК FGM-148 Javelin, намальоване канадцем українського похоження Крістіаном Борисом ще у 2012 році. У березні групою художників було створено стінопис з цим зображенням на стіні будинку 13 на вулиці Авіаконструктора Антонова в Києві (щоправда, з муралу видалили німб як атрибут релігійних персонажів, які мають офіційний культ).

### Виставки
| Рік  | Назва                | Автор(и)                          | Опис |
| ---- | -------------------- | --------------------------------- | --- |
| 2015 | Маріуполь на межі    | Олена Українцева, Анна Торкаенко  | Пересувна виставка живопису і графіки, яка експонувалася в музеях 13 великих і малих міст України. Художнє переосмислення навколишньої дійсності, засноване на особистому спілкуванні. Спроба передати їх емоції, надії, характер. Це розповідь про місто, який останнім часом знаходиться на межі миру і війни. |
| 2015 | Проєкція             | Юрій Білак                        | Фото бійців АТО, медиків, волонтерів, а також твори класичних майстрів — Леонардо да Вінчі, Рембрандта, ван Ґоґа, які проєктуються на сучасність. |
| 2016 | Відновлення пам'яті  | Лія та Андрій Достлєви (куратори) | Інсталяції, що ілюструють намагання переселенців зі сходу України пережити травму втрати домівки і реконструювати спогади про попереднє життя за допомогою речей втраченого побуту. |
| 2016 | Портрет солдата      | Вікторія Ясинська                 | Фотопортрети учасників війни на Донбасі, поєднані із цитатами з їхніх спогадів та роздумів. |
| 2016 | Мости Донбасу        | Сергій Полежака                   | Фотовиставка, присвячена розриву суспільних зв'язків під час війни. |
| 2016 | Суд абсурду          | Антон Наумлюк                     | Фотовиставка про політичні процеси українців у Росії під час війни, зокрема, про розгляд сфабрикованих справ Надії Савченко та Сергія Литвинова, яких звинувачували у вчиненні «військових злочинів» на сході України.                                                                                           |
| 2016 | Україна. Кордон. АТО | Беата Куркуль                     | Виставка творів литовської художниці про службу і побут українських прикордонників, бійців Збройних сил та Національної гвардії України. |

### Фотоальбоми
- Наталія Чермалих, Мінливий краєвид: Українське мистецтво між революцією та війною. В-во «Родовід».
- Андрій Котлярчук, Добровольці — Volunteers[203]. Маріуполь; К., 2015.
- Сергій Лойко, Аеропорт у фотографіях і текстах[204]. К.: А-БА-БА-ГА-ЛА-МА-ГА, 2016.

## Відеоігри
- Battlefield 2042 (2021) — в цій футуристичній відеогрі Росія у війні з США 2042 року послуговується людьми без громадянства. Один з них був описаний у грі як «маленький зелений чоловічок». Офіційний твітер Battlefield 2042 відгукнувся про це як «ненавмисне посилання на реальну проблему»[205], і згодом видалив його[206].
- Ukraine War Stories — це добірка візуальних новел про російське вторгнення в Україну в 2022 році. Події розгортаються в перші місяці війни. У центрі уваги цивільні, що опинились на окупованій росіянами території.[207]
- THREEDAYS — тактичний шутер, натхненний реальними подіями війни в Україні. Пропонує гравцеві участь у боях за свободу від лиця справжніх бійців, кожен зі своєю унікальною історією.[208]

## Меми

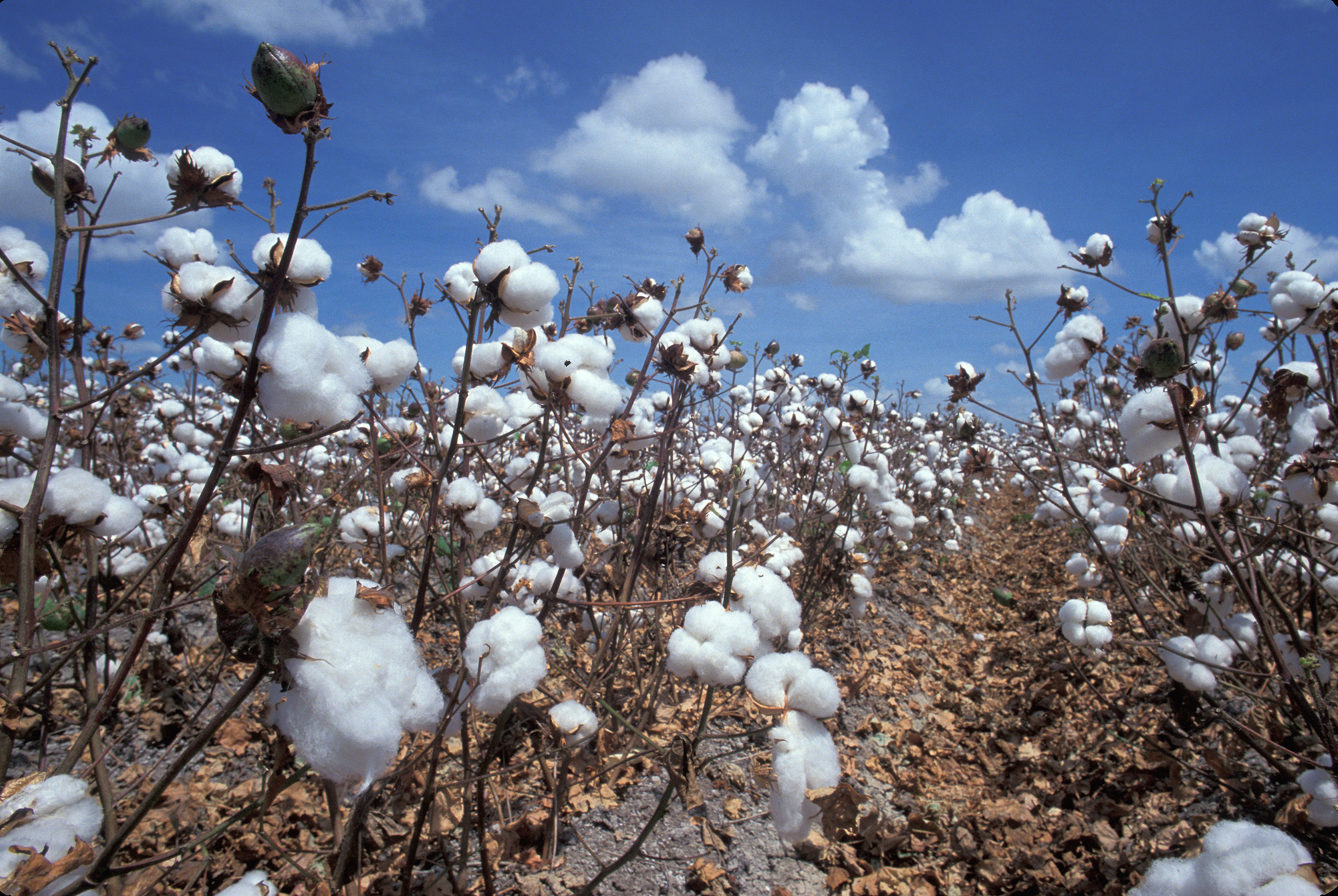
Машинний переклад російського слова «хлопок» без урахування наголосу породив мем «бавовна»

Численні поразки росіян під селом Чорнобаївка стало символом невідворотності, а саме село — місцем, де зникають вороги. Затримання Віктора Медведчука та звернення його дружини з цього приводу до президента Туреччини отримало численні пародії як зображення відповідно проваленого завдання та багатоликості. Абсурдна розмова Олександра Лукашенка з Володимиром Путіним 11 березня щодо «підготовки нападу» з України на Білорусь, стала об'єктом тролінгу в мережі. Монолог Лукашенка активно висміюється в Інтернеті, де Лукашенко намагається когось переконати в реальності загрози. Борис Джонсон за свою активну підтримку України зажив слави найкращого друга українців.
В TikTok, а потім на інших ресурсах набув популярності інтернет-мем Чмоня — полонений колаборант, якого висміюють за незграбний зовнішній вигляд.

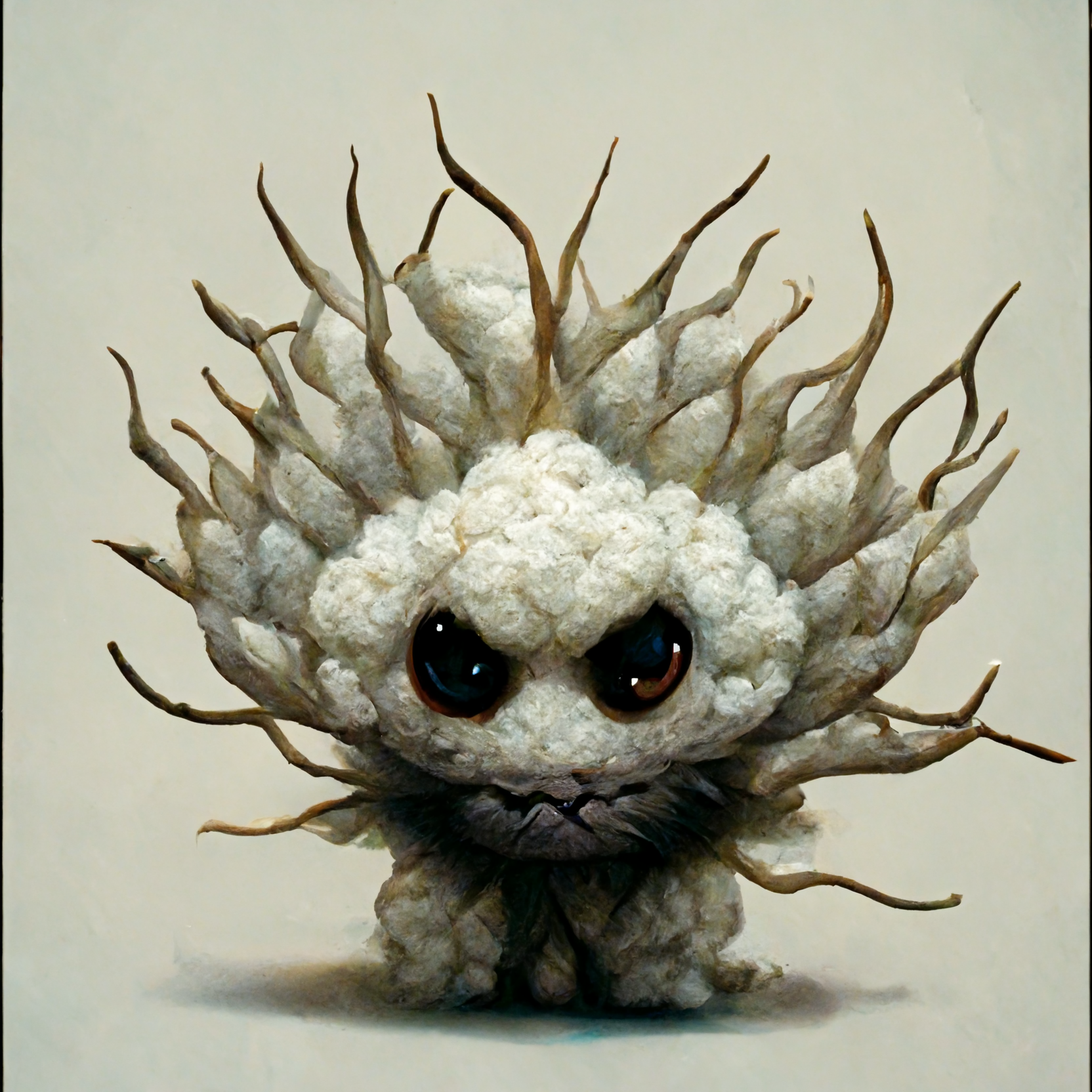
Бавовнятко, один з мемів 2022 року.

Поштовх до різноманітних жартів дали також численні й надокучливі повітряні тривоги, затоплення крейсера «Москва», удари ЗСУ по Антонівському мосту. Вибухи в Криму, які російська влада всіляко пояснювала випадковими подіями, отримали назву «бавовна» (через тенденцію в Росії називати вибухи «хлопками» та машинний переклад цього слова, як «бавовна»).
На початку квітня 2022 року у мережі з'явилось відео «Нащо ти мені скло розбив ?» (рос. «Ты нахера мне стекло разбил?») зняте на вул. Новосьолов 60 у місті Рязань де чоловік знаходячись у стані алкогольного психозу розбив лобове скло на автівці випадкового водія, а на питання нащо він це зробив той відповів «у мене хлопці гинуть» та «мені на війну треба» .
Також у 2022 стало відомим відео «Ви homo sapiens? — Ні, я росіянин» (рос. «Вы homo sapiens? — Нет, я русский») де українець запитав чоловіка з Росії чи є він представником нашого виду, на що він відповідає «Ні, я росіянин»

## Крилаті слова та вирази
Російсько-українська війна зумовила появу нових слів і виразів в українській мові, а також переносне значення вже наявних. Наприклад, «Аналоговнєт» (від рос. аналогов нет, укр. аналогів нема) — дещо, вигадане в Росії, «бандеромобіль» — бойовий автомобіль ЗСУ, «кіборги» — воїни ЗСУ (на честь прізвиська славнозвісних захисників донецького аеропорту, «задвохсотити» — знищити ворога (від позначення трупів загиблих бійців як «вантаж 200»), «рашизм» — злочинна шовіністична ідеологія «русского міра», «рашисти» (русня, рюзкі, свинособаки, чмоні) — російські військові, прихильники Путіна, «чорнобаїти» — повторювати ту саму невдачу, «за поребриком» — у Росії, «йти за російським кораблем» — зазнати поразки, «тракторні війська» — неочікувана дієва допомога, «вирушити на концерт Кобзона» — померти (про російських військових і політиків), «бусифікація» — пакування чоловіків в автомобілі, та насильне доставлення їх в ТЦК.

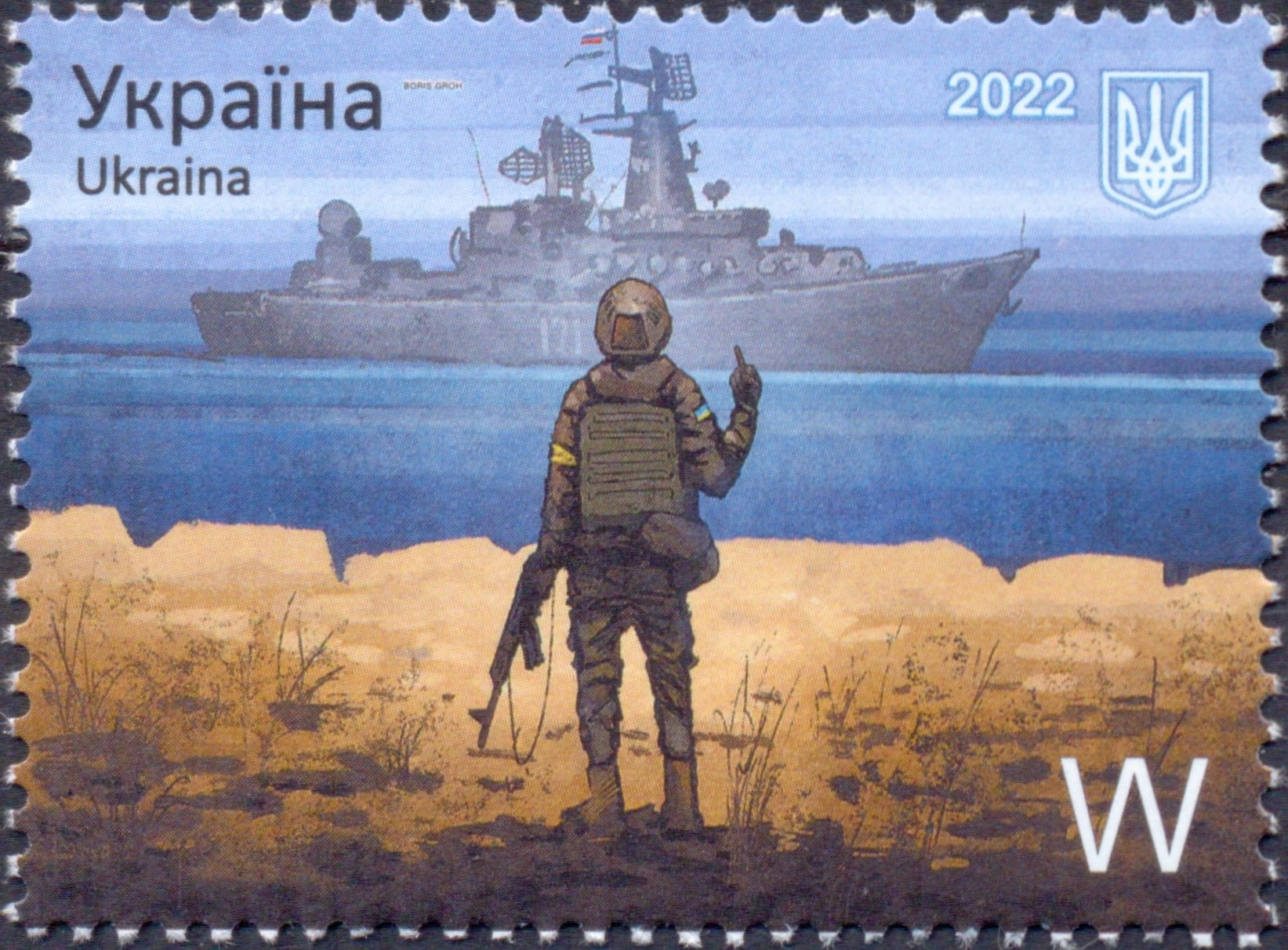
"Русский военный корабль, иди на хуй!" Поштова марка 2022 року.

Цензура в Росії, згідно з якою суперечливі твердження перефразовувалися на більш нейтральні, неодноразово ставала предметом жартів і пародій. Наприклад, «превентивний удар» (рос. превентивный удар) замість «напад», «визволителі» (рос. освободители) замість «окупанти», «передислокація/перегрупування» (рос. передислокация/перегруппировка) замість «відступ», «жест доброї волі» (рос. жест доброй воли) замість «втеча під натиском ЗСУ», «вивільнення» (рос. высвобождение) працівників замість «звільнення», «корекція цін» (рос. корректировка цен) замість «підвищення цін», «від'ємний ріст економіки» (рос. отрицательный рост экономики) замість «зниження економічної активності», «задимлення» (рос. задымление) замість «пожежа», «ляскіт, гуркіт» (рос. хлоп́ок) замість «вибух». Саме явище такої заміни слів і фраз порівнювалося з новомовою з роману Джорджа Орвелла «1984».
Після початку «часткової» мобілізації мешканців РФ її почали називати «могилізацією», особливо у самій Росії (через значні втрати російської армії у цій війні). Мобілізованих, що потрапили до російської армії, швидко почали називати «чмобіками» — від рос. «частично мобилизованный». Ця назва також є дотепною через співзвучність з російським образливим словом «чмо», яке значить людину, що занедбала себе морально і фізично.

## Лялькове мистецтво
27 вересня 2024 р. в Черкаський обласний краєзнавчий музей відбулося відкриття виставки авторської ляльки "Ті, хто нас захищають", Виставка підготовлена в рамках міжнародного патріотично-просвітницького проєкту "Ляльки у камуфляжі" і присвячена День захисників і захисниць України, який в Україні відзначають 1 жовтня. Автор ідеї та куратор виставки старший науковий співробітник сектору воєнної історії Тетяна Григоренко. У проєкті "Ляльки у камуфляжі" взяли участь 31 майстриня лялькарка з України та з-за кордону, зокрема Німеччина, Болгарія, Польща. Серед майстринб 8 представниць мають звання Народний майстер України. Всього на виставці було представлено 38 ляльок, які були обрані для показу і мали сввоїх прототипів. Серед героїв, які були відтворені майстринями були представники 31-го військового підрозділу чи військового формування. Серед експонатів ляльки створені на честь загиблих героїв, дійсних Героїв України, родичів майстринь, які зараз захищають Україну у різних підрозділах Сили оборони України. Ляльки створені на честь: Герой України Пільщиков Андрій "Джус", Герой України Дмитро Коцюбайло  "Да Вінчі", Кушнір Олена,  бойовий медик ОЗСП "Азов" НГУ, 3-й прикордонний загін ім. Героя України Євгеній Пікус, Герой України Бровді Роберт "Мадяр", Герой України танкіст Пономаренко Сергій,   протитанкіст Онопрієнко  Сергій та інші.
Після експонування виставки, усі ляльки експонуються у окремій залі серед експозиції музею. Вся колекція у повному складі була подарована майстринями Черкаський обласний краєзнавчий музей. Згодом на кошти меценатів буде створено фотокаталог виставки.

## Державна підтримка
25 листопада 2015 року ВРУ ухвалила Постанову «Про державну підтримку публікацій, наукових, освітніх та дослідницьких програм, спрямованих на висвітлення щодо агресії РФ проти України»

### Огляди друкованих видань
- Timothy Snyder, The Wars of Vladimir Putin [Архівовано 15 серпня 2016 у Wayback Machine.], The New York Review of Books, 9.6.2016 (рецензія на нові книжки польською, німецькою та англійською мовами).
- Марина Беляева, Роман Миневич, Военные хроники: 10 лучших украинских книг об АТО [Архівовано 28 серпня 2016 у Wayback Machine.], Forbes-Украина, 14.10.2015.
- «Про війну вірші можуть бути лише голі, як дроти без ізоляції» — 9 нових книг про АТО [Архівовано 23 червня 2015 у Wayback Machine.]
- ТОП-7 іноземних книг про Майдан та АТО [Архівовано 2 серпня 2015 у Wayback Machine.]
- Андрій Заярнюк, Історія революції, війна істориків, ч. 1 [Архівовано 21 серпня 2016 у Wayback Machine.], ч. 2 [Архівовано 21 серпня 2016 у Wayback Machine.] Historians.in.ua, 9 та 11.9.2015.
- Олена Максименко. Тисяча й один спосіб говорити про війну. [Архівовано 6 березня 2021 у Wayback Machine.]Український Тиждень, 14.02.2021.

### Інше
- Архів політичної карикатури [Архівовано 28 червня 2016 у Wayback Machine.] часів російсько-української війни на сайті Радіо Свобода
- Описи та трейлери фільмів категорії «Неспокійна Україна» [Архівовано 1 квітня 2016 у Wayback Machine.], представлених на міжнародному фестивалі документалістики «One World»—2016
- Пісні з фронту і для фронту: Якими піснями Україна реагує на війну? Радіо Свобода, 7.6.2016.
- Игорь Подпорин, Онтологическая бесчеловечность войны [Архівовано 18 квітня 2016 у Wayback Machine.], Спільне: Журнал соціальної критики, 26.5.2015.
- Александр Евсеев, Семантика военной пропаганды (на примере антитеррористической операции в Славянске) [Архівовано 8 березня 2016 у Wayback Machine.], Пси-фактор, 2014.
- Анастасия Кучкина, Мария Разенкова, Новейшие политтехнологии: «ватников» и «титушек» уже вносят в украинские словари [Архівовано 2 липня 2016 у Wayback Machine.], Вести, 16.6.2016.
- Александр Евсеев, Литературное творчество военных лидеров ДНР: попытка психоанализа [Архівовано 29 березня 2016 у Wayback Machine.], Пси-фактор, 2014.
- Ясна Илами, Новітні абетки: війна правок [Архівовано 14 серпня 2016 у Wayback Machine.], Дурдом, 4.5.2014.
- (рос.) Стихи о гибридной войне [Архівовано 24 серпня 2015 у Wayback Machine.]
- Анастасія Станко: Людина має право на слово «загинула», а не «ліквідована» [Архівовано 22 грудня 2015 у Wayback Machine.] // Надія Швадчак для «Телекритики», 9.12.2015.
- Віталій Овчаренко: Здоровий глузд громадянина своєї держави — називати ворога ворогом, окупанта — окупантом, а терориста — терористом" [Архівовано 24 грудня 2015 у Wayback Machine.] Відповідь на майстер-клас Насті Станко // maidan.org, 23-12-2015 08:22
- Ясь О. Росія як Мордор: фентезійні алюзії у сучасних воєнних наративах // Український історичний журнал. —  2023. — № 5. — С. 5–22. https://www.academia.edu/108375018
- Kateryna Iakovlenko, War and digital memory: How digital media shape history [Архівовано 24 січня 2018 у Wayback Machine.](англ.) // eurozine, 18 січня 2018